# Fabien Collin
Pour les articles homonymes, voir Collin.
Fabien Collin, né le 19 novembre 1917 à Oran et mort le 27 octobre 2007 à Paris, est un réalisateur français.

## Filmographie
Réalisateur
- 1961 : La Récréation (coréalisateur : François Moreuil)
- 1962 : Un chien dans un jeu de quilles
- 1963 : Le commissaire mène l'enquête
- 1966 : Et la femme créa l'amour

Assistant réalisateur
- 1951 : Clara de Montargis d'Henri Decoin
- 1951 : Le Désir et l'Amour de Henri Decoin
- 1952 : La Vérité sur Bébé Donge d'Henri Decoin
- 1952 : Les Amants de Tolède d'Henri Decoin
- 1953 : Dortoir des grandes d'Henri Decoin
- 1954 : Les Intrigantes d'Henri Decoin
- 1954 : Secrets d'alcôve d'Henri Decoin sketch : Le billet de logement
- 1954 : Bonnes à tuer d'Henri Decoin
- 1955 : Razzia sur la chnouf d'Henri Decoin
- 1959 : La Femme et le Pantin de Julien Duvivier
- 1955 : Des gens sans importance d'Henri Verneuil
- 1960 : Cibles vivantes de Francisco Rovira Beleta
- 1966 : Monsieur le président-directeur général de Jean Girault
- 1966 : Le vicomte règle ses comptes de Maurice Cloche